# أساليب صيد غير مستدامة

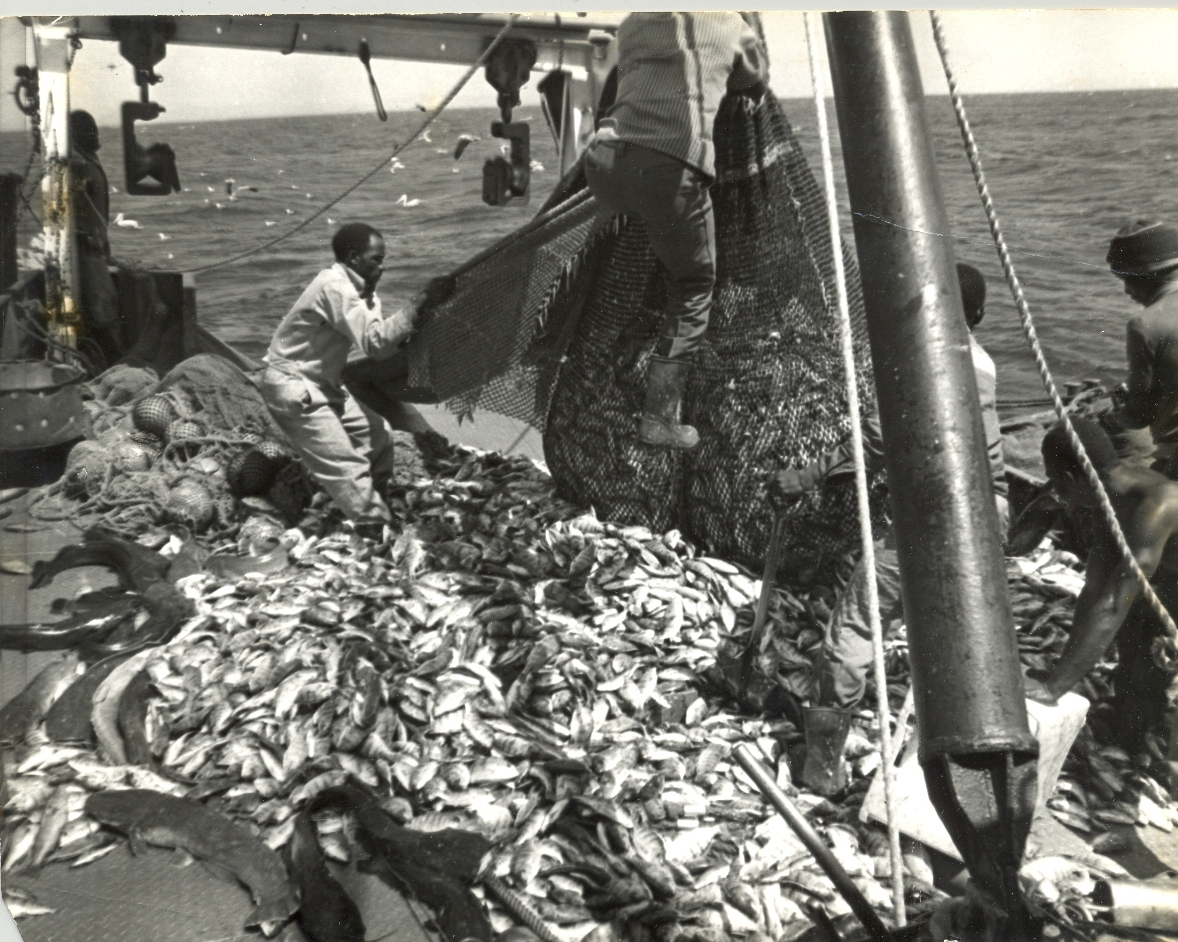
مكان راعيه

أساليب الصيد غير المستدامة، تشير إلى استخدام طرق الصيد المختلفة من أجل صيد الأسماك أو اجتنائها، بمعدل يشهد انخفاضًا في أعداد الأسماك بمرور الوقت. لوحظ أن هذه الأساليب تسهل ممارسات الصيد السيئة التي تدمر النظم البيئية ضمن المحيط، وتستخدم كأداة للصيد الجائر الذي يؤدي إلى استنفاد تجمعات الأسماك بمعدل لا يمكن المحافظة عليه.
تختلف طرق الصيد غير المستدامة في الإمكانيات، بدءًا من المعدات التجارية، مثل صيد السمك بجارفة القاع، إلى المعدات الرخيصة، مثل صنارة الصيد والشباك. يساهم الجمع بين هذه الأساليب وزيادة ضغوط الصيد من خلال الممارسات الاجتماعية مثل الاستغلال المفرط والصيد الجائر، في جعل طرق الصيد هذه غير مستدامة. 

## أنماط طرق الصيد غير المستدامة

### استخدام شباك الجر في القاع
يُصنف الصيد بشباك الجر في القاع على أنه معدات نشطة تتكون من شبكة مرجحة كبيرة، والتي تجرف أو «تجر» على طول قاع البحر، إذ تعمل كآلية مدمرة تزيل الشعاب المرجانية والأنواع البحرية الأخرى. تتكون شبكة الجر وفقًا لهيئة صناعة اسماك البحر من عدة مكونات تساعد في تكوين معدات الصيد، والتي تشمل:
- الألواح ذات القوائم التي ترعى الأسماك في مسار شباك الجر عن طريق سحب «سحابة رملية» تخلق حاجزًا أمام الهروب.[10]
- المداهمات والألجمة اللتان تستمران في التقاط الأسماك في النقاط البعيدة عن شباك الجر.
- الأجنحة والعتاد الأرضي اللذان يقللان من احتمالية هروب الأسماك، كما يؤديان أيضًا إلى إجهاد الأسماك ووقوعها في الشبكة.

ينقسم الصيد بشباك الجر في قاع البحار إلى نوعين من الصيد بشباك الجر: الصيد بشباك الجر القاعية والصيد بشباك الجر في نطاق ما قبل القاع، اللذان يسمحان لسفن الصيد باستهداف الأنواع التي تعيش بالقرب من قاع البحر، أو تلك التي تعيش في قاع البحر. 

### صيد الأسماك بالسيانيد
يستخدم صيد الأسماك بالسيانيد كطريقة لصيد الأسماك الحية لتزويد التجارة الدولية لأحواض السمك، ولتلبية الطلب على أسماك الشعاب الحية من قبل المطاعم مؤخرًا. تتضمن هذه الطريقة رش سيانيد الصوديوم في موطن الأسماك المستهدفة كوسيلة لصعق الأسماك دون قتلها. يتخرب ربع متر مربع من الشعاب المرجانية مقابل كل سمكة تُصطاد بسيانيد الصوديوم. 

### الصيد بالديناميت
الصيد بالديناميت أو الصيد بالتفجير، إذ توضع المتفجرات لتفجيرها تحت الماء وقتل أسراب الأسماك بسهولة ومضاعفة الغلة، ومن ثم تطفو الأسماك الميتة أو المصعوقة على السطح حيث يمكن التقاطها بسهولة. بالإضافة إلى إيذاء البيئة السمكية، يمكن تدمير النظام البيئي بأكمله، مثل الشعاب المرجانية والكائنات البحرية الأخرى ضمن نطاق الانفجار، ويمكن أن يستغرق إعادة الشعاب المرجانية إلى حالها مئات السنين. 

### الصيد الشبحي
يُصنف الصيد الشبحي/بالشباك التائهة على أنه معدات سلبية تنشأ من ترك معدات الصيد أو فقدانها في المحيط. من المحتمل أن تستمر المعدات في التقاط أي نوع من الكائنات البحرية أو إمساكها أثناء انجرافها عبر الماء أو تعثرها على الشعاب الصخرية، مما يؤدي في النهاية إلى قتل الكائن الذي تمسكه من خلال التمزق أو الاختناق أو الجوع. 

### الصيد العرضي
يعتبر الصيد العرضي جانبًا محتومًا من جوانب الصيد، إذ تُصطاد الأسماك غير المرغوب فيها أو الكائنات البحرية الأخرى بما في ذلك السلاحف والدلافين وصغار الأسماك. يعدّ ذلك نتيجة ثانوية للطبيعة غير الانتقائية لمعدات الصيد الحديثة، مثل شباك الجر القاعية التي تلتقط كل شيء في مسار الشبكة. يستخدم الصيادون القراصنة معدات رخيصة مثل صنارات الصيد والشباك للقيام بالصيد غير المشروع وغير المبلغ عنه وغير المنظم مما يزيد من عدد الأنواع البحرية المأخوذة من أنظمتها البيئية.

## الأدلة على عدم استدامة هذه الأساليب
تنتشر طرق الصيد غير المستدامة حول العالم، ولا تؤثر فقط على الأنواع التي تُصطاد، وإنما على جميع الأنواع البحرية التي تتعايش مع الأنواع المستهدفة أو تعتمد عليها.
- أظهر الصيد باستخدام شباك الأعماق الجرافة في المياه الكندية الآثار المدمرة لطريقة الصيد هذه. إذ تبين عند إنشاء مصايد خليج بافن في عام 1996، أن مناطق تغذية الحيتان وحيدة القرن في القطب الشمالي الكندي قد تأثرت بأضرار قاعية واسعة نتيجة للصيد بشباك الأعماق الجرافة،[21] ولهذا السبب يصف علماء البيئة البحرية البارزون الصيد بشباك الأعماق الجرافة بأنه «ضرر جلل» على مصايد الأسماك.[22]
- شاع الاستخدام التجاري للسموم مثل سيانيد الصوديوم (الصيد بالسيانيد) في ستينيات القرن العشرين، في جميع أنحاء جنوب شرق آسيا، لخدمة طلب السوق على الأسماك المرجانية عالية القيمة. من الواضح أن هذا قد أثر على النظام البيئي المحلي من خلال تبيض المرجان وقتل الأنواع غير المستهدفة.[13]
- يتجلى الصيد بالديناميت أو الصيد بالتفجير بوضوح في المناطق الساحلية من تنزانيا.[23] أدى الاستخدام الواسع لهذه الطريقة في المنطقة إلى تصنيف علماء البحار والمنظمات البيئية الدولية غير الحكومية وناشطو البيئة لهذه الممارسة على أنها مدمرة وغير مستدامة.[23] يوصف الربح من محاصيلهم بأنه عامل في الاستخدام المستمر لهذه الممارسة الخطرة.[24]
- أجريت دراسة ميدانية في عُمان خلال الفترة بين عامي 2000 و2001، لمحاكاة معدل الصيد من معدات الصيد المفقودة في المحيط (الصيد الشبحي)، من خلال وضع الشباك على أعماق مختلفة في مناطق الصيد عبر المدن في عُمان.[25] وجدت الدراسة أن معدل الوفيات نتيجة هذه الاختبارات المحاكاة يقدر بحوالي 1.3 كيلوغرام لكل مصيدة في اليوم.[25] قُيّم ذلك بمعدل وفيات متوقع بلغ 78.4 كيلوغرام لكل جزء مفقود من المعدات، وذلك على مدار 6 أشهر.[25]
- وجدت دراسة أجريت بين 2004-2010 و2011-2017، في محمية غلوفر للشعاب المرجانية في بليز، أن معدلات الموت لمعظم الأنواع كانت أعلى بكثير من معدل الموت الطبيعية، وذلك نتيجة الصيد الجائر مع استخدام معدات رئيسية تتكون من الرماح وصنارات الصيد في تلك المناطق.[26] كما لوحظ الصيد العرضي من خلال الصيد المتكرر لأنواع الهامور والنهاش غير الناضجة.[26]